# Onda alta
Onda alta è un singolo del rapper e cantautore italiano Dargen D'Amico, pubblicato il 7 febbraio 2024 come secondo estratto dall'undicesimo album in studio Ciao America.
Il brano è stato presentato in gara durante la 74ª edizione del Festival di Sanremo, dove si è classificato al ventesimo posto al termine della kermesse musicale.

## Descrizione
La canzone, scritta dallo stesso Jacopo D'Amico insieme a Cheope, Gianluigi Fazio, Stefano Marletta e Edwyn Roberts, riprende le sonorità dance pop di un suo precedente brano, Dove si balla, con cui aveva debuttato al Festival di Sanremo nel 2022. Tuttavia, in questo caso è incentrata sulla crisi migratoria nel Mar Mediterraneo, e sugli effetti della guerra sulle donne e i loro bambini.

## Esibizione al Festival di Sanremo 2024
Al termine della sua esibizione nella prima serata del Festival di Sanremo 2024, D'Amico ha lanciato un appello per il cessate il fuoco alla guerra nella Striscia di Gaza fra Hamas e Israele:

## Video musicale
Il video, diretto da Stefano Bertelli, è stato pubblicato contestualmente all'uscita del brano sul canale YouTube del rapper.
Un secondo video, diretto da Olmo Parenti, è stato pubblicato il 9 febbraio 2024 e si tratta di un montaggio di alcuni frame tratti dal documentario Real People, co-prodotto da Will Media e A Thing By. Il video è stato girato sulla nave Ocean Viking durante una missione di soccorso.

## Tracce
Testi di Jacopo D'Amico, Cheope, Gianluigi Fazio, Stefano Marletta e Edwyn Clark Roberts, musiche di Jacopo D'Amico, Gianluigi Fazio, Stefano Marletta e Edwyn Clark Roberts.
1. Onda alta – 3:34

## Classifiche

### Classifiche settimanali
| Classifica (2024) | Posizione massima |
| ----------------- | ----------------- |
| Italia            | 11                |

### Classifiche di fine anno
| Classifica (2024) | Posizione |
| ----------------- | --------- |
| Italia            | 58        |